# 定场诗
定场诗，是相声或评书演员为了吸引观众注意力，使观众压言（音量较正常要低，观众听不清楚自然停止吵闹），在每次演出最开始说的一首诗。在诗的最后一句话换气处拍惊堂木，也有在最后拍的。

定场诗一般有幽默（《小辫刘儿》）、感悟人生（《教你儿孙》）、豪气冲天（《大将生来》）等几种类型；定场诗还有以下几种文学作用：伏笔、悬念、切题。

定场诗按形式分，有五言绝句、六言律诗、七言绝句、七言律诗、宋词、歌谣等等。